# Marcelo Ramos (futebolista)
Marcelo Silva Ramos (Salvador, 25 de junho de 1973) é um ex-futebolista brasileiro que atuava como centroavante.
Com mais de 300 gols oficiais marcados em 20 anos de carreira como profissional, o atacante é um dos maiores artilheiros do futebol brasileiro.

## Carreira
Revelado nas categorias de base do Bahia, tornou-se o sexto maior artilheiro da história do clube, com 128 gols marcados. Foi bicampeão do Campeonato Baiano em 1993 e 1994, sendo artilheiro do torneio neste penúltimo ano, com 22 gols.
Contratado pelo Cruzeiro em 1995, foi campeão mineiro e artilheiro do campeonato estadual de 1996, campeão da Copa do Brasil no mesmo ano, marcando, inclusive, o gol do título na decisão contra o Palmeiras. Após passagem pelo PSV Eindhoven, da Holanda, ainda em 1997, retornou à Toca da Raposa e sagrou-se campeão da Copa Libertadores das Américas, permanecendo lá até 2000.
Após seu período em Belo Horizonte, Marcelo foi contratado pelo São Paulo em julho de 2000. Posteriormente se transferiu para o Nagoya Grampus, do Japão, retornando ao Brasil em 2002 de volta ao Cruzeiro. No clube azul-celeste, acumulando suas três passagens, o atacante soma 162 gols e é o quinto maior artilheiro da história do clube. Marcelo Ramos também ganhou o apelido de Flecha Azul, eternizando-se como um de seus grandes ídolos.
Posteriormente, retornou ao Japão para jogar pelo Sanfrecce Hiroshima. De volta ao seu país, dessa vez, foi contratado pelo Corinthians em 2004, onde viveu um péssimo momento e marcou apenas dois gols. No ano de 2005 atendeu o desejo de seu pai, Sr. Gildo, e assinou contrato com o Vitória. Depois, partiu então para a Colômbia, onde assina com o Atlético Nacional de Medellin.
Contratado pelo Santa Cruz no ano de 2007, foi artilheiro do Campeonato Pernambucano e chegou a atuar em alguns jogos da Série B, mas deixou a Cobra Coral e acertou com o Atlético Paranaense para a disputa da Série A.
O jogador, no entanto, permaneceu no Furacão até julho de 2008. Em seguida acertou seu retorno ao Bahia, clube que o projetou, para ajudar o Esquadrão de Aço a voltar para a Série A. No retorno ao clube tricolor, em seu segundo jogo, marcou dois gols. Ao todo, fez sete gols em 13 jogos na Série B e foi um dos grandes destaques da equipe. Porém, foi rejeitado pela nova diretoria do clube baiano, e acabou sendo dispensado no fim do ano, quando Marcelo Guimarães Filho e Paulo Carneiro assumiram os cargos de presidente e diretor.
Assim, acertou seu retorno ao Santa Cruz, onde já havia jogado em 2007, e se sagrou, novamente, artilheiro do Campeonato Pernambucano, com 19 gols. Posteriormente, encerrou sua carreira profissional e se aposentou em 2011, com Itumbiara de Goiás sendo o seu último clube.

## Títulos
Bahia
- Campeonato Baiano: 1991, 1993, 1994

Cruzeiro
- Copa de Ouro Nicolás Leoz: 1995
- Copa Master da Supercopa: 1995
- Campeonato Mineiro: 1996, 1997, 1998, 2003
- Copa do Brasil: 1996,[4] 2000 e 2003
- Copa Libertadores da América: 1997
- Recopa Sul-Americana: 1998
- Copa dos Campeões Mineiros: 1999
- Copa Centro-Oeste: 1999
- Copa Sul-Minas: 2001 e 2002
- Supercampeonato Mineiro: 2002
- Campeonato Brasileiro: 2003

PSV Eindhoven
- Supercopa dos Países Baixos: 1996
- Eredivisie: 1996–97

Palmeiras
- Copa dos Campeões: 2000
- Torneio Rio-São Paulo: 2000

São Paulo
- Torneio Rio-São Paulo: 2001

Vitória
- Campeonato Baiano: 2005
- Taça Estado da Bahia: 2005

Atlético Nacional
- Campeonato Colombiano: 2005 (Apertura), 2007 (Apertura) e 2007 (Finalización)

Santa Cruz
- Copa Pernambuco: 2009

Ipatinga
- Campeonato Mineiro - Módulo II: 2009

Paysandu
- Campeonato Paraense: 2010
- Taça Cidade de Belém: 2010

Madureira
- Copa Rio: 2011
- Troféu Carlos Alberto Torres: 2011

Araxá
- Campeonato Mineiro - Segunda Divisão: 2011

### Artilharias
Bahia
- Campeonato Baiano: 1993 (22 gols)

Cruzeiro
- Copa Master da Supercopa: 1995 (1 gol)
- Campeonato Mineiro: 1996 (23 gols)

Santa Cruz
- Campeonato Pernambucano: 2007 (15 gols)
- Campeonato Pernambucano: 2009 (19 gols)

### Marcas
- 6º maior artilheiro da história do Bahia com 128 gols
- 6º maior artilheiro da história do Cruzeiro com 162 gols